# Julia Stoepel
Julia Stoepel (* 24. Dezember 1979 in Mönchengladbach; mit bürgerlichem Namen Julia DeLuise) ist eine deutsche Synchronsprecherin, Schauspielerin, Regisseurin und Dialogbuchautorin.

## Werdegang
Stoepel absolvierte ihre Ausbildung an der Schauspielschule Charlottenburg. Sie synchronisierte zahlreiche Charaktere und Schauspielerinnen, so Jennifer Decker in Oskar Roehlers Kinofilm Lulu und Jimi. Für das Hörspiel Der Zauberer von Oz, in dem sie die Dorothy spielte, bekam sie den Kinderhörspielpreis HÖRkulino verliehen.
Julia Stoepel ist mit dem amerikanischen Schauspieler David DeLuise verheiratet.

## Synchronrollen (Auswahl)
Hana Mae Lee
- 2012: Pitch Perfect als Lilly Okanakamura
- 2015: Pitch Perfect 2 als Lilly Okanakamura

Aria Noelle Curzon
- 2007: In einem Land vor unserer Zeit XIII – Auf der Suche nach dem Beerental als Ducky
- 2008: In einem Land vor unserer Zeit als Ducky
- 2015: In einem Land vor unserer Zeit XIV – Die Reise der mutigen Saurier-Freunde als Ducky

Andrea Libman
- 2009: Die Glücksbärchis als Harmoniebärchi
- 2011–2019: My Little Pony: Freundschaft ist Magie als Fluttershy
- 2013: My Little Pony: Equestria Girls als Fluttershy (Sprache & Gesang)
- 2014: My Little Pony: Equestria Girls – Rainbow Rocks als Fluttershy (Sprache & Gesang)

### Filme
- 2007: Clubland – Das ganze Leben ist eine Show – Emma Booth als Jill
- 2008: Lulu & Jimi – Jennifer Decker als Lulu
- 2008: Sex and the City – Der Film – Kim Shaw als Valentine’s Night Waitress
- 2009: Haruka und der Zauberspiegel – Haruka Ayase als Haruka
- 2010: Robin Hood – Léa Seydoux als Prinzessin Isabella
- 2011: Girls Club 2 – Vorsicht bissig! – Meaghan Martin als Johanna „Jo“ Mitchell
- 2012: ParaNorman – Jodelle Ferland als Agatha „Aggie“ Prenderghast
- 2016: Die Weihnachtsstory – Kazumi Evans als Sam
- 2020: Die bunte Seite des Monds – Brittany Ishibashi als Blue Lunette

### Serien
- 2004: Die Ewigkeit, die du dir wünschst – Emi Uwagawa als Miki
- 2006: Magister Negi Magi Negima!? – Chiwa Saitō als Anya
- 2006–2008: Yu-Gi-Oh! GX – Eri Sendai als Blair Flannigan
- 2007–2008: Digimon Data Squad – Yui Aragaki als Yoshino Fujieda
- 2007–2010: Wonder Pets! – Danica Lee als Ming Ming (Ente)
- 2008: Romeo × Juliet – Fumie Mizusawa als Juliet
- 2008: Blue Dragon – Erino Hazuki als Klug
- 2009: Hello Kitty – Tara Strong als Hello Kitty
- 2009: Vampire Knight – Risa Mizuno als Sayori Wakaba
- 2009: Mighty B! Hier kommt Bessie – Jessica DiCicco als Gwen
- 2009: Code Geass: Lelouch of the Rebellion – Kaori Nazuka als Nunnally Lamperouge
- 2009: Gurren Lagann – Yukari Fukui als Nia Tepperin
- 2009: Zombie-Loan – Houko Kuwashima als Michiru Kita
- 2009: Dexter – Natalie Garza als Amanda
- 2009–2010: Big Love – Amanda Seyfried als Sarah Henrickson
- 2010: Ghost Whisperer – Stimmen aus dem Jenseits – Zoe Boyle als Amber Heaton
- 2010: Sally Bollywood – Fily Keita als Sally Bollywood
- 2010: Bones – Die Knochenjägerin – Laura Heisler als Jill Rifton
- 2010–2018, 2021–2022: Grey’s Anatomy – Sarah Drew als Dr. April Kepner
- 2010–2019: The Secret Life of the American Teenager – Megan Park als Grace Bowman
- 2011–2015: The Walking Dead – Emily Kinney als Beth Greene
- 2011, 2016: Downton Abbey – Rose Leslie als Gwen
- 2012: Ouran High School Host Club – Ayaka Saitou als Mitsukuni „Honey“ Haninozuka
- 2012: Being Human – Katy Breier als Cara
- 2012–2016 Willkommen in Gravity Falls – Jackie Buscarino als Pacifica Northwest
- 2013–2020: Vikings – Georgia Hirst als Torvi
- 2014–2015: How to Rock – Halston Sage als Grace King
- 2014: American Horror Story – Jyoti Amge als Ma Petit
- 2015: Pretty Little Liars – Aeriél Miranda als Shana Fring
- 2015: Elementary – Mamie Gummer als Margaret Bray
- 2015: Teen Wolf – Adelaide Kane als Cora Hale
- 2015–2016: Faking It – Bailey Buntain als Lauren Cooper
- 2017: Psycho-Pass – Kana Hanazawa als Akane Tsunemori
- 2018: Aggretsuko – Kaolip als Retsuko
- seit 2018 Chicago Fire – Kristen Gutoskie als Chloe Allen
- seit 2019: Dr. Stone – Reina Ueda als Ruri
- 2023: Navy CIS: L.A. für Valerie Azlynn als Paulina Kaminska

## Hörspiele
- Der Zauberer von Oz – Titania Medien, Rolle: Dorothy
- Benjamin Blümchen als Busfahrer – Folge 119, Rolle: Mia Meisenbusch
- Bibi Blocksberg Der Hexenschatz – Folge 103, Rolle: Sina
- Bibi Blocksberg Bibi und die kleine Elfe, Rolle; Die kleine Elfe
- Prof. Sigmund Freud – Das Zweite Gesicht – Folge 1, Rolle: Marianne Presslauer
- Gruselkabinett – Gesellschafterin gesucht – Folge 65, Rolle: Bella Roleston, Titania Medien
- Gruselkabinett – Markheim – Folge 72, Rolle: Lucy, Titania Medien
- Sherlock Holmes – Spuk im Pfarrhaus – Folge 2, Rolle: Kitty Bull, Titania Medien
- Gruselkabinett – Das alte Kindermädchen erzählt – Folge 165, Rolle: Hester, das Kindermädchen; Titania Medien

## Hörbücher
- 2021: Der Ruf des Kriegers von Kevin Hearne, Hörbuch Hamburg, ISBN 978-3-8449-2351-3 (unter anderem mit Vera Teltz & Santiago Ziesmer)
- 2022: Sabaa Tahir: Das Leuchten hinter dem Sturm, Lübbe Audio/Audible, (Elias & Laia 4, gemeinsam mit Marie Bierstedt, Maximilian Artajo, Reinhard Kuhnert & Sabine Arnhold)

## Filmografie (Auswahl)
- 2001: Herzschlag (Fernsehserie)
- 2007: Zwei Wochen Chef (Fernsehfilm), Regie: Anette Ernst
- 2007: Die Stein (Fernsehserie), Regie: Karola Hattop
- 2010: Zivilcourage (Fernsehfilm), Regie: Dror Zahavi